# (37895) 1998 FJ62
1998 FJ62 (asteroide 37895) é um asteroide da cintura principal. Possui uma excentricidade de 0.33298070 e uma inclinação de 10.09351º.
Este asteroide foi descoberto no dia 20 de março de 1998 por LINEAR em Socorro.